# 巴尔德奥
巴尔德奥（Baldeo），是印度北方邦Mathura县的一个城镇。总人口9695（2001年）。

## 人口
该地2001年总人口9695人，其中男性5236人，女性4459人；0—6岁人口1633人，其中男900人，女733人；识字率62.71%，其中男性为74.37%，女性为49.02%。